# Franzbrötchen

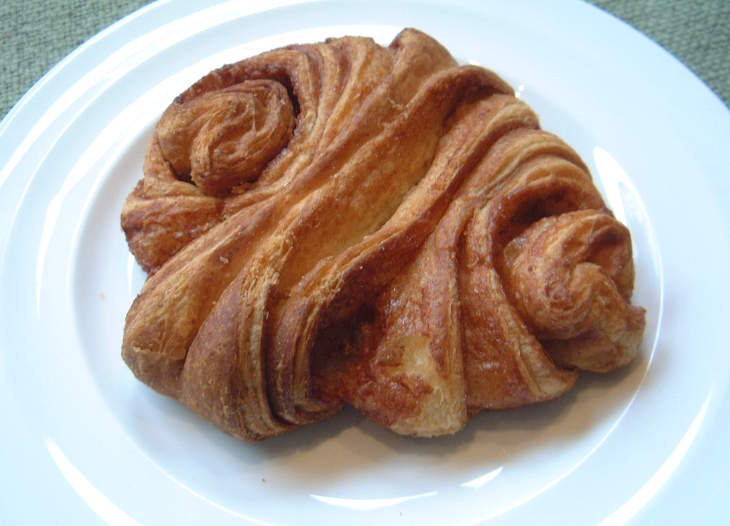
Franzbrötchen

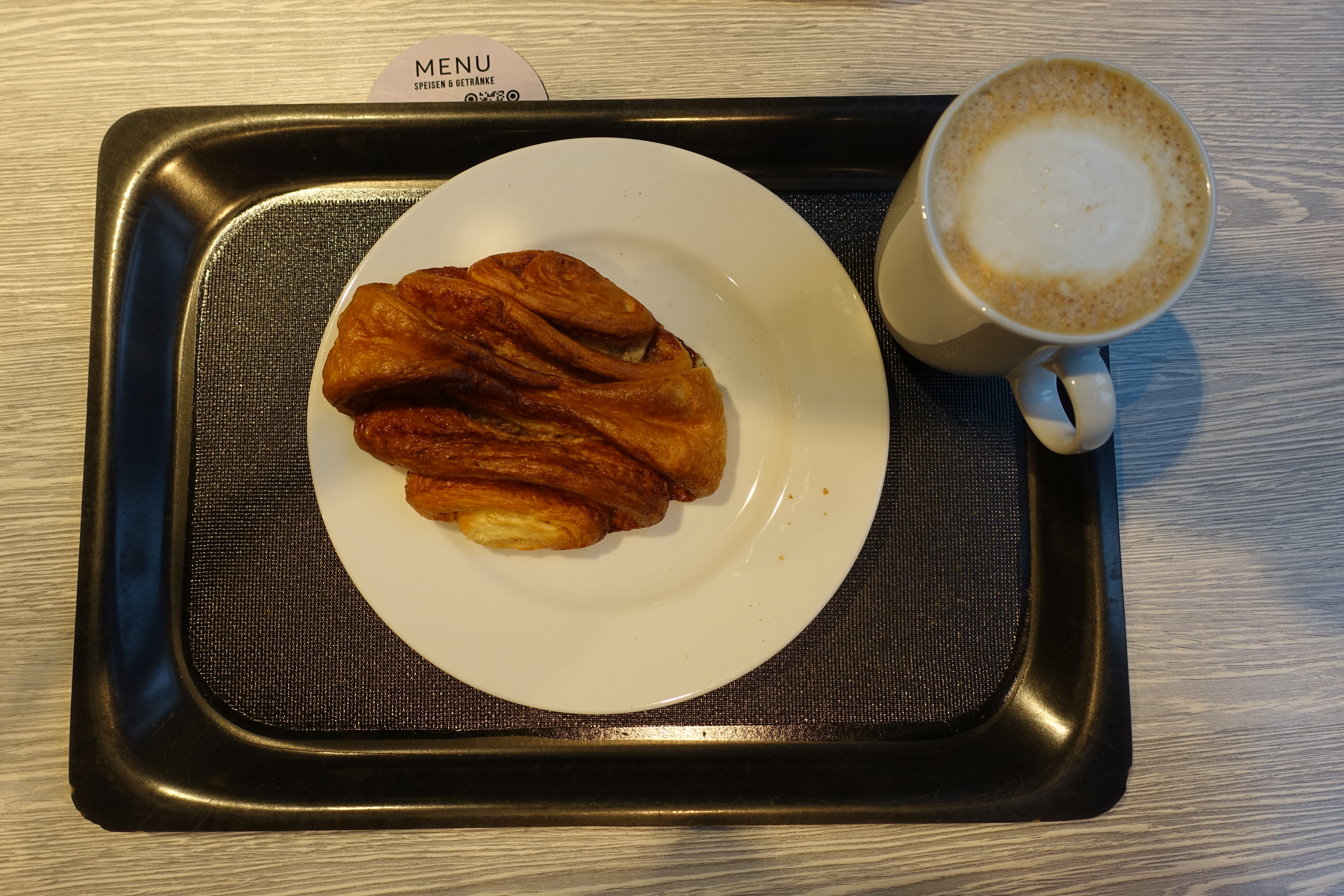
Franzbrötchen com um Capuccino, em Hamburgo

Franzbrötchen é um bolo tradicional da culinária da Alemanha e da culinária da Dinamarca. É preparado com massa folhada (conhecida como plunderteig, em alemão), manteiga e canela. É muito típico nas pastelarias do norte da Alemanha, em particular da cidade de Hamburgo. É frequentemente consumido no desjejum. 
Foi criado por uma família francesa de pasteleiros refugiada na então cidade dinamarquesa de Altona (atualmente, esta constitui um bairro de Hamburgo), no início do século XIX.
A palavra Franzbrötchen é composta por "Franz", que pode significar francês, e por "brötchen", que significa "pãozinho", o que traduz a origem francesa. 
Em dinamarquês, é também conhecido como tryksnegl ("caracol de canela comprimido") ou dobbelt kanelsnegl ("caracol de canela duplo"). É considerado um dos mais antigos exemplos de bolo de massa folhada do tipo Wienerbrød tradicional da Dinamarca. Quando foi criado em Altona, no início do século XIX, esta integrava o território dinamarquês da Holsácia. Na atualidade, este território faz parte da Alemanha, na sequência da derrota da Dinamarca na Guerra dos Ducados do Elba, em 1864. Na Dinamarca, o tryksnegl pode receber uma cobertura de chocolate e de glacê (película de calda de açúcar de confeiteiro).

## História
Uma das fontes mais antigas sobre as origens do Franzbrötchen é um folheto de 1825, no qual um padeiro de Hamburgo chamado Hieronymus Frisch, registado como confeiteiro, anunciava a abertura de uma padaria na cidade velha. Na gama de produtos anunciados, oferecia, entre outras coisas "Franschbrod redondo e encaracolado, muito gordo e folhado, feito segundo a receita do padeiro Franzschen de Altona”. Uma vez que esta referência é consistente com a tradição, o autor Manfred Beseler e a historiadora de arte Annette Hillringhaus interpretam isto como uma indicação clara de que o Franzbrötchen é uma criação do Franzschen ou padeiro francês na cidade de Altona (que constitui, na atualidade, um bairro de Hamburgo), que pertencia então à Dinamarca.
A padaria francesa foi uma espécie de instituição em Altona durante várias gerações, tendo sido criada com a concessão de uma exceção à chamada justiça do padeiro pelo rei dinamarquês Frederico V, em 13 de fevereiro de 1747, para o refugiado religioso huguenote Antoine Sabatier (1684–1764). No ano anterior, Antoine Sabatier havia adquirido uma propriedade de panificação na atual rua Große Bergstrasse, incluindo um forno ou padaria, com casa associada para a família e aprendizes, bem como o privilégio de cozer pão para venda e a obrigação de entregar sempre pão bom e genuíno. Comprou a casa e a propriedade da família Harry, que administrava uma padaria neste local desde 1688.
Antoine Sabatier é considerado o primeiro mestre confeiteiro de Altona. A doce pastelaria dinamarquesa, que hoje é chamada Wienerbrød (pão vienense) na Dinamarca, parece ter-se tornado moda na corte real dinamarquesa daquela época e ter iniciado sua marcha triunfal. A padaria francesa floresceu sob o comando do filho de Sabatier, Jean, e até a Segunda Guerra Mundial havia uma confeitaria popular neste local na Große Bergstrasse, que ainda era chamada "Padaria Franzsche".
O filho Jean Sabatier (1718-1798) continuou a dirigir a padaria após a morte de seu pai, tendo sido renovada a concessão da padaria em 15 de dezembro de 1766 por Cristiano VII da Dinamarca. A partir de 1793, o seu filho Jean Stephan Sabatier (1758-1804) assumiu a herança da panificação na terceira geração. Após sua morte, a viúva Margaretha Sabatier vendeu a propriedade de panificação ao ex-jornalista Johann Heinrich Thielemann (1776-1836), em 1808. A designação «Franzscher Bäcker» também lhe foi transmitida, assim como às gerações seguintes: Johann Heinrich Thielemann (1811–1875) e Johann Heinrich Thielemann (1848–1901).
Em 1899, a família Thielemann vendeu parte da propriedade ao município de Altona para redesenhar a Große Bergstrasse e construiu no mesmo local um novo edifício residencial e comercial com três andares e duas lojas no piso térreo. Após a morte do marido, Catharina Thielemann assumiu inicialmente a herança, que passou a ser designada como padaria e pastelaria. Em 1907, vendeu a padaria ao mestre confeiteiro Heinrich Dittmer. Entre 1917 e cerca de 1940, o seu filho Heinrich Dittmer júnior foi o último padeiro francês em Altona, na Große Bergstrasse 9. A casa foi destruída por um bombardeamento em 1943.